# Chiesa di Santa Maria dei Greci (Salerno)
La chiesa di Santa Maria dei Greci, detta "Rotonda di Fratte", si trova in via dei Greci a Fratte (frazione di Salerno), nei pressi dell'industria tessile di proprietà della Schlaepfer Wenner & C..

## Storia
La chiesa nacque in seguito allo stabilirsi di industrie straniere nel rione Fratte, quando i residenti si lamentarono del credo religioso (protestante) dei nuovi arrivati. La situazione fu risolta quando gli stessi imprenditori svizzeri finanziarono la costruzione di una chiesa cattolica.
La chiesa fu costruita tra il 1853 ed il 1855 dal milanese Fumagalli che ha creato un tempio caratterizzato da un pronao dalle colonne in ghisa, in stile neoclassico e con una pianta centrale coperta da una cupola che si imposta su un alto cilindro. L'edificio si articola in due ambienti sovrapposti: quello inferiore, al livello stradale, era utilizzato come laboratorio collegato alle cotoniere, mentre quello superiore costituiva la Cappella vera e propria e fu dedicato all'Assunta.
L'impianto religioso è reso unico dai materiali scelti a costituirlo: la ghisa - fusa nelle vicine Fonderie Pisano - e la pietrarsa, entrambe impiegate a costituire il podio e le colonne del pronao.
Durante la Seconda guerra mondiale la chiesa fu utilizzata come alloggio per i dipendenti delle Manifatture Cotoniere Meridionali ma in seguito fu danneggiata e durante il terremoto del 1980 la cupola crollò rendendo inagibile l'edificio. Negli anni Novanta l'edificio è stato restaurato e consegnato alla comunità religiosa.